# The Lord of the Rings: The Battle for Middle-earth II: The Rise of the Witch-king
The Lord of the Rings: The Battle for Middle-earth II: The Rise of the Witch-king — доповнення до відеогри жанру стратегії в реальному часі The Battle for Middle-earth II, видане Electronic Arts 28 листопада 2006 року.
Події гри відбуваються впродовж багатьох років та показують історію становлення держави Ангмар, її завоювання країн колишнього Арнору і падіння. Все це передувало подіям «Володаря Перснів» і попередніх ігор серії The Battle for Middle-earth.

## Нововведення
У грі представлені нову фракцію, державу Ангмар, на додачу до шести фракцій з оригінальної The Lord of the Rings: The Battle for Middle-earth II. Кампанія за цю нову фракцію складається з восьми місій і місії-епілогу, де показується падіння Ангмару та загибель Короля-чародія, хоч і не остаточна.
Для всіх шести фракцій додалися нові війська, а також нові і вдосконалені будівлі та герої. Кожна фракція, крім Ангмару, також отримала елітних геройських юнітів.
Значні вдосконалення були зроблені у режимі «Війна за Перстень», в тому числі перехід армій з режиму реального часу в глобальний, введенням економіки на глобальній карті, і впровадження облогових знарядь на ній. Було додано чотирнадцять нових територій і відповідних карт, а також нова область, Фородвайт. За кожну фракцію доступні чотири геройські армії. The Rise of the Witch-king крім того додала два нових «історичних» сценарії для режиму «Війна за Перстень», в тому числі Падіння Арнору і Війну Персня.
У редакторі героїв додалися дві додаткових раси тролів, нова зброя і її налаштування.

## Сюжет
Через кілька століть після війни Останнього Союзу, держава Арнор більше не існувала як єдина країна і розпалася на королівства Артедайн, Кардолан і Рудаур. Міжусобні війни ослабили їх, і, підкоряючись волі Саурона, в 1300 році Третьої Епохи керівник назгулів Король-чародій і Моргомір вирушили в Ангмар аби зібрати там армію і знищити держави колишнього Арнору.
На початку вони укладають союз з тролем Рогашем, і, припинивши битви між Сніговими і Південними тролями, готуються з їхньою допомогою завоювати Ангмар. Їм протистоять чорні нуменорці і деякі орки, але Король-чародій перемагає їх, після чого і вони приєднуються до його Залізної Корони. Зводиться столиця Ангмару — Карн Дум і збирається могутня армія.
У 1356 році, оскільки в інших королівствах дунаданів не залишилося нащадків Еленділа, король Аргелеб Артедаїнській заявляє свої права на владу над усім колишнім Арнором. Держава Кардолан добровільно підкорилася його волі, однак частина горян Рудауру виступила проти об'єднання і почала війну з Аргелебом. За наказом Арвелега дунадани Рудауру схопилюють вождя повстання Халдара. Арвелег зібрав велику армію, щоб повністю підкорити горян. Але армія Ангмара вторгається в Рудаур і починає війну з Арнором. Ангмарці звільняють Халдара з полону і допомагають йому очистити землі від тих горян, які підпорядковувалися йому і Королю-чародію і залишилися вірними Арнору. Після того як всі бунтівні горяни Рудаура приєдналися до Залізної Корони, а решта винищені, Король-чародій починає остаточне завоювання, для чого треба знищити дві арнорські фортеці за річкою. Відразу ж після знищення першої фортеці король Аргелеб з армією Артедайна прибуває в Рудаур, але орди Ангмара розгромлюють його армію і вбивають його самого, а опісля захоплюють другу арнорську фортецю.
Арвелег, син Аргелеба, в союзі з ельфами і Кардоланом відбиває всі атаки Короля-чародія біля Вітряних пагорбів, при цьому він використовує палантір і ельфійську магію п'яти дерев маллорнів. Щоб відкрити шлях на Форност, армія Ангмара оточує велику вежу-фортецю Амон Сул, де зберігається палантір. Король-чародій зі своєю армією перемагає гарнізон, знищує маллорни і вежу Амон Сул, але палантіра там не виявилося.
Арвелег в супроводі гвардійців втікає з Амон Сула з палантіром. Король-чародій посилає в погоню війська, після невеликої сутички Арвелег розбиває палантір, що спричиняє магічний вибух і знищує власника і всіх навколо. Незабаром прибуває Моргомір і виявив, що навіть осколки палантіра мають магічну силу. Він збирає по черзі всі сім осколків, поки ними не заволоділи інші, і привозить у свою фортецю. Тепер Король-чародій отримує змогу використовувати магію палантіра — за своїм бажанням бачити те, що відбувається будь-де у світі.
Шлях на Форност тепер був відкритий. Але Король-чародій не починає облогу столиці Арнора, поки в тилу у нього залишаються вороги. Армія Кардолану не вступила в битву при Амон Сул, і Король-чародій почанає вторгнення в Кардолан, щоб позбавити Артедайн підмоги і убезпечити свої тили. Для цього повелитель Ангмара придумав план, як виманити Князя Кардолану і його армію з фортець — він відправляє Халдара на Великі Кургани, які той обороняє від атак арнорців доти, поки князь Кардолану не прибуває сам, щоб вибити ангмарців з пагорбів, як і планував Король-чародій. Виявляється, що Король-чародій послав на Кургани тільки частину армії, і з прибуттям армії кардоланців під проводом князя Кардолану він іде в атаку з усіма силами. В результаті вся армія людей розбита, їхній лідер загинув, від кардоланів лишаються лише біженці — слідопити дунадани.
Арнор опиняється на краю загибелі. Щоб запобігти завоюванню Півночі Ангмару, армії ельфів Рівенделлу, Ліндону і Лоріену беруть в облогу Карн Дум. Фортецю захищають Король-чародій і Халдар, які запалюють сигнальні вогні, кличучи армію Рогаша на допомогу, і відбивають всі атаки ельфів. Під час останньої і наймасовішої атаки ельфів-нолдорів на чолі з Глорфінделем і Елрондом, із заходу ельфів атакує армія Рогаша і Моргоміра, а гарнізон Карн Думу контратакує і розбиває армію ельфів.
Щоб послабити Артедайн і не дати йому оговтатися від поразок, Король-чародій вдруге посилає свою армію на Великі Кургани на чолі з Моргоміром разом з армією чаклунів, щоб вони зібрали там душі і використовували їх, аби наслати Велику Чуму на землі людей. Воїни і слідопити Арнора намагаються протистояти цьому ритуалу, але Моргомір захоплює пагорби і утримує їх. Останньою поневоленою душею стає арнорський капітан Картеан, який протягом всієї битви дошкуляв ангмарцям раптовими атаками. Моргомір пронизує його моргульским клинком, Картеан стає примарою Каршем, що віднині служить Королю-чародію.
Армія Ангмару оточує Форност. На допомогу воїнам Арнора, що обороняють фортецю, приходять ельфи і гобіти, але не встоюють проти воїнів Ангмару. Армія Короля-чародія штурмує Форност і просувається до цитаделі, по дорозі знищуючи велику частину населення і всі будівлі. В цитаделі їх зустрічає Арведуї, останній король Арнора, зі своєю гвардією і кіннотою, але і його вбивають, а цитадель знищують. Зло перемагає в цих землях.
Щоб не допустити завоювання Середзем'я Ангмаром, ельфійські воїни-Нолдори на чолі з Глорфінделем і Елрондом, та люди Ґондору з вершниками Дол Амроту на чолі з Еарнуром вторгаються в Ангмар з наміром знищити Короля-чародія назавжди. Відбивши першу атаку, побудувавши базу і поповнивши сили, вони рушають на Ангмар. Першим на їх шляху встає Моргомір, якого перемагає Еарнур. Наступною перепоною на їх шляху стає Карш разом з духами Ангмара і чаклунами, але Елронд вбиває примару і звільняє душу Картеана, яким колись був Карш. По дорозі в цитадель Короля-чародія їх зустрічає Рогаш з армією тролів, але після довгої битви найсильніший герой Ангмару теж пав від руки Глорфіндела. Нарешті армії ельфів і людей Ґондору доходять до фортеці Ангмару, де Король-чародій зі своєю армією орків, духів і тролів вступають у фінальну битву, яку програють. Сили добра здобувають перемогу. Після цього Ангмар більше не відновлювався, хоч Король-чародій ще мав повернутися і зіграти свою роль у Війні за Перстень.